# Campeonato Juvenil de la AFC 1985
El Campeonato Juvenil de la AFC 1985 se llevó a cabo del 15 al 22 de marzo en Abu Dabi, Emiratos Árabes Unidos y contó con la participación de 4 selecciones juveniles de Asia.
China fue el campeón del torneo tras ser el equipo que hizo más puntos en la fase final.

## Participantes
| - UAE - China | - Arabia Saudita - Tailandia |

## Fase final
| País           | J | G | E | P | GF | GC | GD  | Pts |
| -------------- | - | - | - | - | -- | -- | --- | --- |
| China          | 3 | 2 | 1 | 0 | 5  | 3  | +2  | 5   |
| Arabia Saudita | 3 | 1 | 2 | 0 | 8  | 5  | +3  | 4   |
| UAE            | 3 | 1 | 1 | 1 | 9  | 4  | +5  | 3   |
| Tailandia      | 3 | 0 | 0 | 3 | 3  | 13 | −10 | 0   |

| Equipo 1       | Resultado | Equipo 2       |
| -------------- | --------- | -------------- |
| China          | 1-0       | UAE            |
| Arabia Saudita | 4-1       | Tailandia      |
| China          | 2-2       | Arabia Saudita |
| UAE            | 7-1       | Tailandia      |
| Tailandia      | 1-2       | China          |
| UAE            | 2-2       | Arabia Saudita |

## Campeón
| Campeonato Juvenil de la AFC 1985     |
| ------------------------------------- |
| Bandera de la República Popular China |
| China 1º Título                       |

## Clasificados al Mundial Sub-20
| - China | - Arabia Saudita |